# Ławrientij Canawa
Ławrientij Fomicz Canawa (gr. ლავრენტი ცანავა, ros. Лаврентий Фомич Цанава, ur. sierpień 1900 we wsi Nachunawo w guberni kutaiskiej, zm. 12 października 1955) – członek WKP(b), generał porucznik, funkcjonariusz radzieckich organów bezpieczeństwa, m.in. zastępca ministra bezpieczeństwa państwowego, szef II Zarządu Głównego Ministerstwa Bezpieczeństwa Państwowego Związku Radzieckiego w latach 1951–1952, deputowany do Rady Najwyższej ZSRR od 1 do 3 kadencji.
Jeden z największych zbrodniarzy stalinowskich. Był jedną z osób bezpośrednio odpowiedzialnych za mordy na obywatelach polskich dokonywanych w więzieniu w Mińsku (tzw. „Amerykance”); otrzymał ku temu szerokie uprawnienia od Ławrientija Berii. Liczbę polskich ofiar tego miejsca kaźni szacuje się na około 4460 osób. W 1940 roku jeden z wykonawców zbrodni katyńskiej.

## Życiorys
Urodzony w Gruzji. W organach bezpieczeństwa, kolejno CzeKa/GPU/OGPU/NKWD od wczesnych lat dwudziestych, m.in. jako szef różnych oddziałów tych organów, od sierpnia 1920 w RKP(b), od 21 marca 1939 do 5 października 1952 członek Centralnej Komisji Rewizyjnej WKP(b). Od 17 grudnia 1938 do 26 lutego 1941 roku ludowy komisarz spraw wewnętrznych Białoruskiej Socjalistycznej Republiki Radzieckiej (BSRR) (tzn. szef NKWD na Białorusi), od 29 lipca do 21 października 1941 szef Wydziału Specjalnego NKWD Frontu Zachodniego, ciężko kontuzjowany i ranny na froncie. Następnie zastępca szefa Zarządu Wydziałów Specjalnych NKWD ZSRR, równocześnie od 10 stycznia 1942 do 6 marca 1943 ponownie szef Wydziału Specjalnego NKWD Frontu Zachodniego. Od 6 marca do 7 maja 1943 szef Wydziału Specjalnego NKWD Frontu Centralnego. Po wydzieleniu Głównego Zarządu Bezpieczeństwa Państwowego z NKWD i utworzeniu osobnego Ludowego Komisariatu Bezpieczeństwa Państwowego, co nastąpiło w 1941 (i po raz drugi w 1943), 7 maja 1943 został ludowym komisarzem bezpieczeństwa państwowego BSRR (tj. szefem Ludowego Komisariatu Bezpieczeństwa Państwowego/MGB na Białorusi). Sprawując to stanowisko nadzorował zamordowanie Salomona Michoelsa, czego dokonano w jego daczy na przedmieściach Mińska. Stanowisko ministra bezpieczeństwa państwowego Białoruskiej SRR sprawował do 29 października 1951. W międzyczasie od stycznia do kwietnia 1945 roku sprawował także funkcję pełnomocnika NKWD/Ludowego Komisariatu Bezpieczeństwa Państwowego przy 2 Froncie Białoruskim. Od 29 października 1951 do 14 lutego 1952 roku sprawował funkcję zastępcy ówczesnego ministra bezpieczeństwa państwowego ZSRR, Siergieja Ogolcowa, i jego następcy Siemiona Ignatjewa. Pełniąc funkcję zastępcy ministra bezpieczeństwa państwowego, sprawował także stanowisko szefa II Zarządu Głównego Ministerstwa Bezpieczeństwa Państwowego ZSRR, zajmującego się kontrwywiadem i bezpieczeństwem wewnętrznym kraju.
Aresztowany 4 kwietnia 1953 w związku ze sprawą Ławrientija Berii, zmarł w więzieniu 12 października 1955.

## Awanse
- starszy major bezpieczeństwa państwowego (28 grudnia 1938)
- komisarz bezpieczeństwa państwowego III rangi (14 marca 1940)
- generał porucznik (9 lipca 1945)

## Odznaczenia
- Order Lenina (czterokrotnie - 26 kwietnia 1940, 30 kwietnia 1948, 30 grudnia 1948 i 12 sierpnia 1950)
- Order Czerwonego Sztandaru (pięciokrotnie - 12 kwietnia 1942, 20 września 1943, 3 listopada 1944, 28 października 1948 i 1 czerwca 1951)
- Order Suworowa I Klasy (15 sierpnia 1944)
- Order Kutuzowa I Klasy (dwukrotnie - 21 kwietnia 1945 i 29 maja 1945)
- Order Czerwonego Sztandaru Pracy Gruzińskiej Socjalistycznej Republiki Radzieckiej (1930)
- Order Republiki (Tuwa, 1942)
- Odznaka "Zasłużony Funkcjonariusz NKWD" (28 maja 1941)
- Order Krzyża Grunwaldu III Klasy (Polska)
- Order Czerwonego Sztandaru (Mongolia, 1942)

Oraz 2 medale ZSRR i 3 polskie medale.